# Pereskia sacharosa
Pereskia sacharosa là một loài thực vật có hoa trong họ Cactaceae. Loài này được Griseb. mô tả khoa học đầu tiên năm 1879.

## Hình ảnh

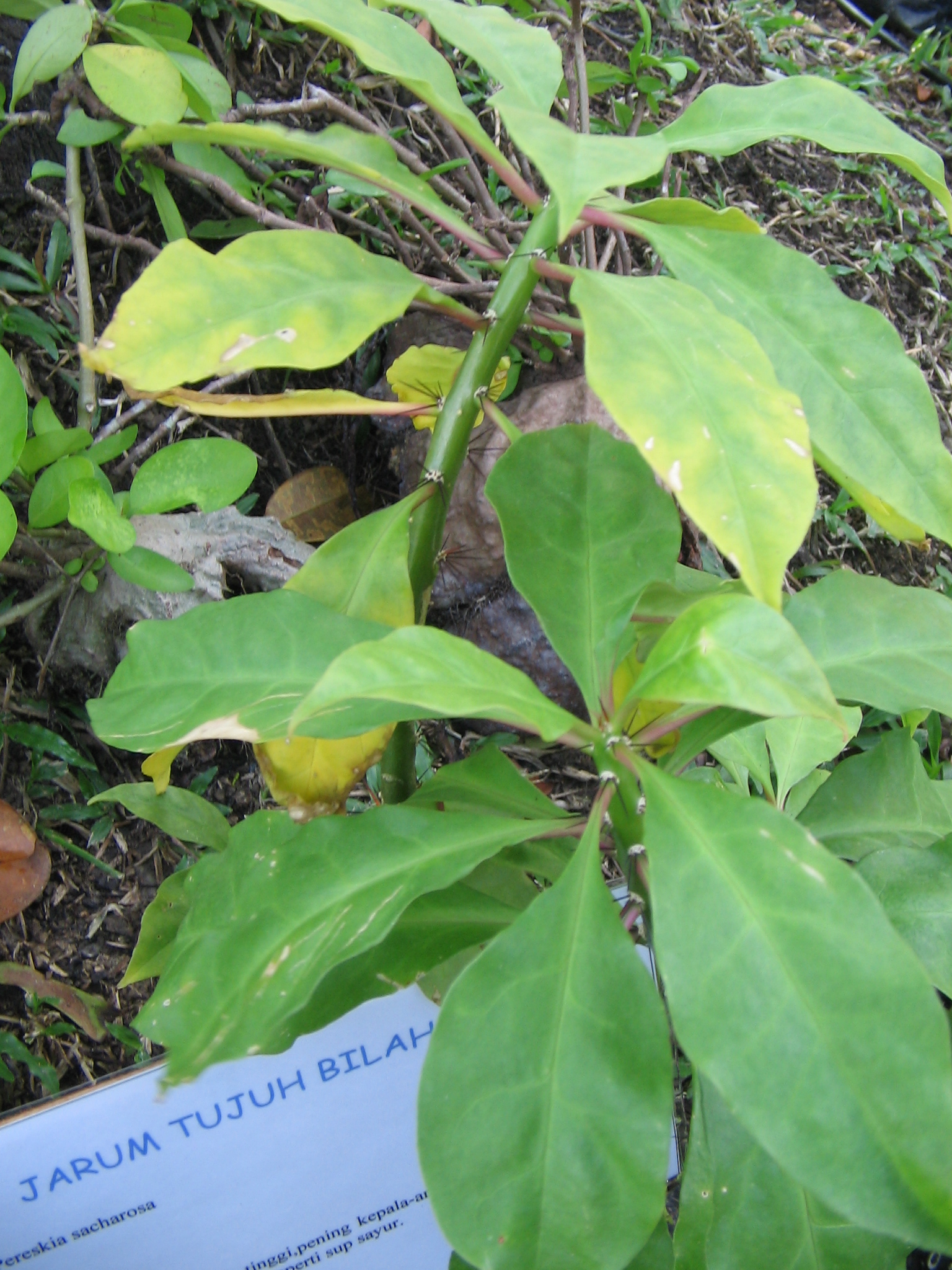
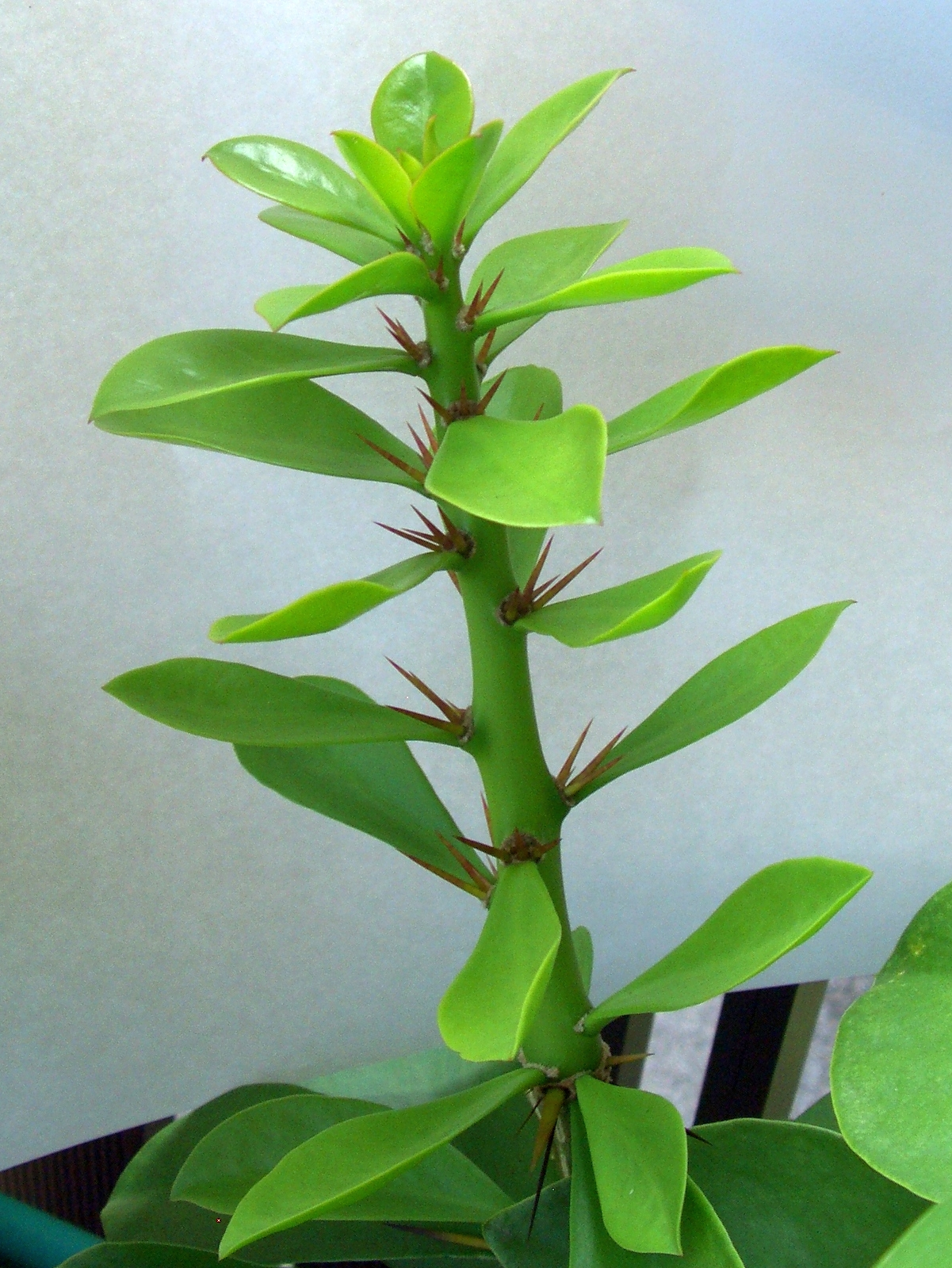
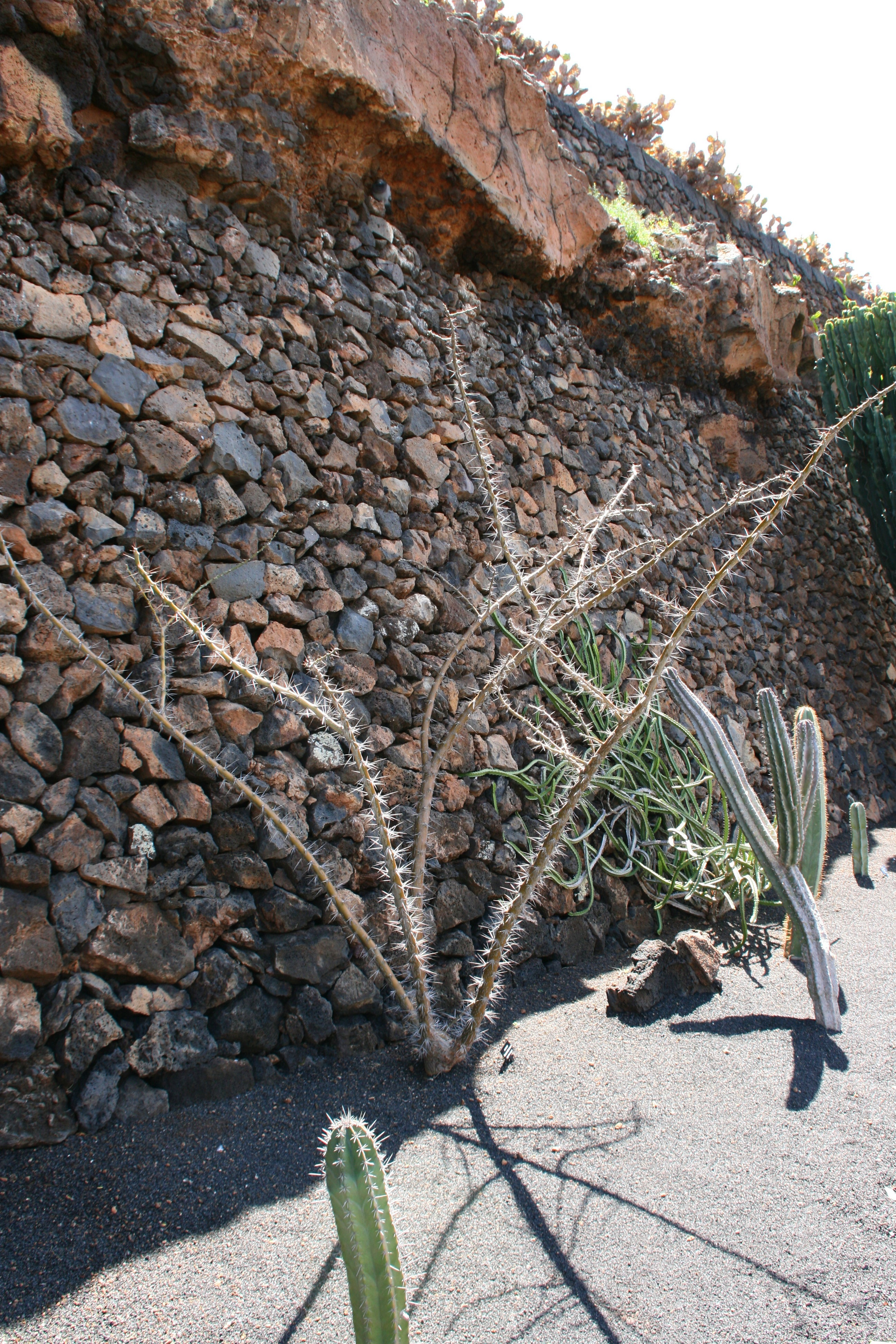
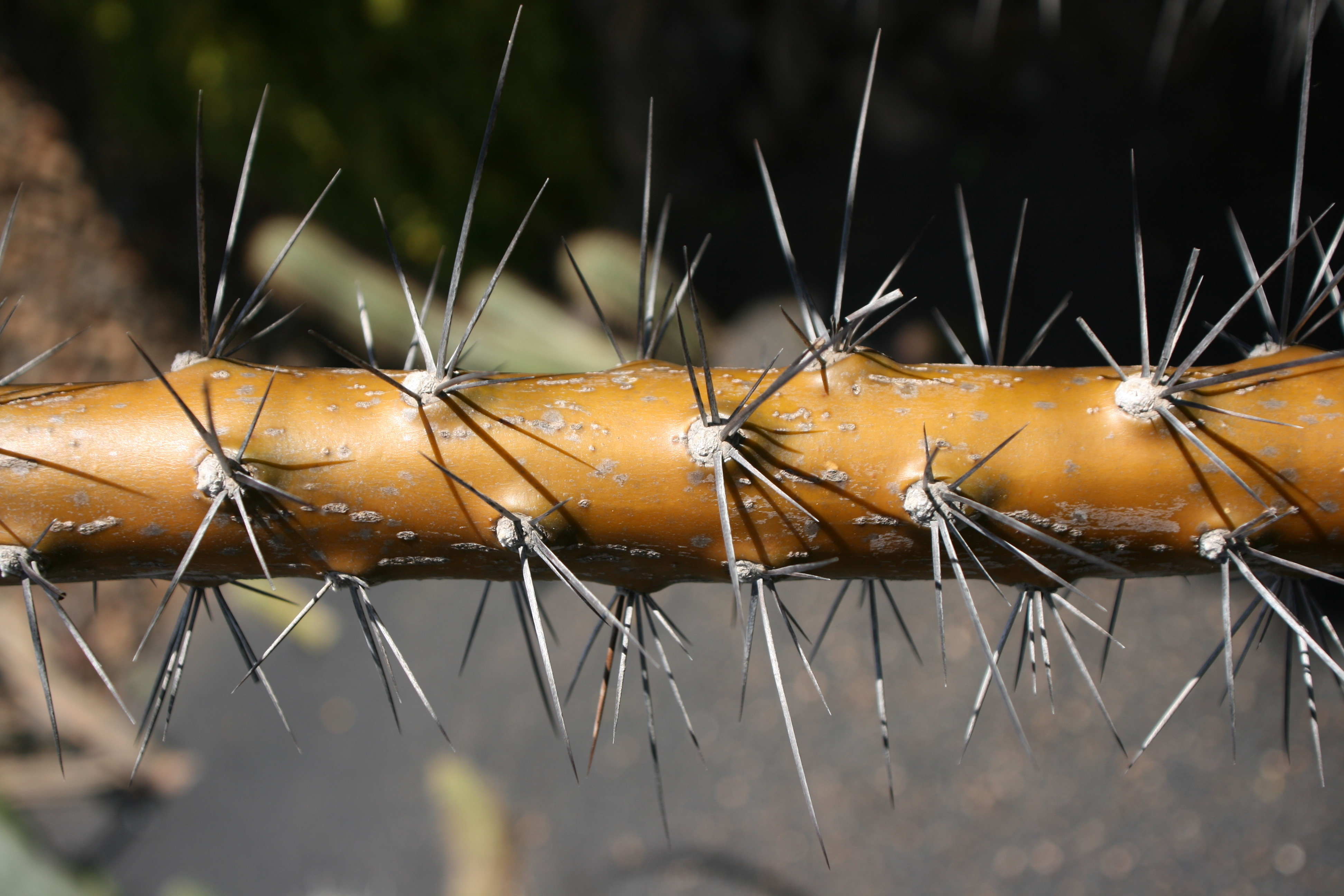